# Grekland i olympiska sommarspelen 1964
Grekland deltog i de olympiska sommarspelen 1964 i Tokyo med en trupp bestående av 18 deltagare, men ingen av landets deltagare erövrade någon medalj.